# Haushaltsjahr
Das Haushaltsjahr entspricht in Deutschland für den Bund gemäß § 4 Bundeshaushaltsordnung dem Kalenderjahr. Nach § 4 Haushaltsgrundsätzegesetz gilt dies gleichermaßen für die Bundesländer. Allerdings kann meist bis Ende Januar des neuen Kalenderjahres noch für das alte Haushaltsjahr gebucht werden. Dies ist zum Beispiel nötig, wenn Einnahmen aus Forderungen des alten Jahres erst im neuen Jahr beglichen werden oder wenn Zahlungen aus dem alten Jahr noch nicht in der Buchhaltung erfasst worden sind (z. B. die Bundesbank braucht für die Beschaffung von Devisen und deren Abrechnung in der Regel zwei Arbeitstage). Die Zeitspanne, in der für das alte und das neue Haushaltsjahr gebucht werden kann, ist im Jahresabschlusserlass des Bundesministeriums der Finanzen geregelt.
Abweichend vom Haushaltsjahr beginnt das Forstwirtschaftsjahr der Bundesforstverwaltung am 1. Oktober und endet am 30. September. Es wird nach dem Kalenderjahr benannt, in dem es endet.